# جامعة سايمون فريزر
جامعة سايمون فريزر هي جامعة عامة في كندا تأسست عام 1965. تقع في مدن برنابي، ساري، فانكوفر.

## إحصائيات
يبلغ عدد طلاب الجامعة 35,398 طالب، منهم 5,363 طالب دراسات عليا.

## وصلات خارجية
- الموقع الرسمي